# Anchiphyllia declinaria
Anchiphyllia declinaria là một loài bướm đêm trong họ Geometridae.